# Friesenhuhn
Das Friesenhuhn ist eine sehr alte, aus der niederländischen Provinz Friesland stammende Hühnerrasse, welche zu den Sprenkelhühnern gehört.

## Eigenschaften
Die Hennen legen circa 160 Eier im Jahr. Dank ihrer geringen Größe benötigen sie wenig Futter. Die Hennen haben kein ausgeprägtes Brutverhalten.

## Farbschläge
Die in Deutschland anerkannten Farbenschläge sind gelb-weißgeflockt, zitron-schwarzgeflockt, gold-schwarzgeflockt, silber-schwarzgeflockt, rot-schwarzgeflockt, rot-schwarzgeflockt mit weißen Federenden, schwarz-weißgescheckt, gesperbert, schwarz, blau und weiß.  Das gelb-weißgeflockte Huhn hat davon die ungewöhnlichste Zeichnung und ist wohl am attraktivsten. Es ist in unterschiedlichen Gelbtönen gefärbt, und jede seiner Körperfedern hat ein besonderes Muster. Dies gibt es bei anderen Hühnerrassen nicht. Alle Farbenschläge haben orangefarbene Augen, weiße Ohrenscheiben und schieferblaue Läufe.

## Zwergvariante
Es gibt auch eine Zwergform dieser Hühnerrasse, das Zwerg-Friesenhuhn, mit einem Gewicht von 0,45 bis 0,55 kg. Es kommt in Deutschland vor allem in zitron-schwarzgeflockten Formen vor.